# Roland, le Chevalier sans terre
Pour plus de détails, voir Fiche technique et Distribution.
Roland, le Chevalier sans terre (Il cavaliere senza terra) est un film de cape et d'épée italien réalisé par Giacomo Gentilomo et sorti en 1959.

## Fiche technique
- Titre français : Roland, le Chevalier sans terre[1]
- Titre original italien : Il cavaliere senza terra[2],[3],[4]
- Réalisateur : Giacomo Gentilomo
- Scénario : Vittorio Nino Novarese, Antonio Racioppi, Remo Chiti (it), Giorgio Costantini (it), Paolo Lombardo, Fernando Morandi
- Photographie : Anchise Brizzi
- Montage : Dolores Tamburini (it)
- Musique : Ezio Carabella
- Décors : Franco Lolli
- Costumes : Giovanna Natili
- Production : Dino Santambrogio
- Société de production : Diamante Film
- Pays de production :  Italie
- Langue originale : italien
- Format : Couleur par Ferraniacolor - 2,35:1 - Son mono - 35 mm
- Durée : 111 minutes
- Genre : Film de cape et d'épée
- Dates de sortie :
  - Italie : 14 février 1959
  - France : 4 novembre 1964

## Distribution
- Gérard Landry : Roland (Rolando en VO)
- Constance Smith : Laura
- Alberto Farnese : Rizziero, Duc de Villalta
- Giacomo Rossi Stuart : Ruggero, Duc de Villalta  : Ruggero
- Valeria Fabrizi : Comtesse de Holten
- Wandisa Guida
- Franco Fantasia
- Ivano Staccioli
- José Jaspe
- Gino Buzzanca
- Nino Marchesini
- Renato Montalbano
- Mario Passante
- Pietro Tordi